# Promachus breviventris
Promachus breviventris là một loài ruồi trong họ Asilidae. Promachus breviventris được Ricardo miêu tả năm 1920. Loài này phân bố ở vùng nhiệt đới châu Phi.